# Caux-et-Sauzens
Caux-et-Sauzens är en kommun i departementet Aude i regionen Occitanien  i södra Frankrike. Kommunen ligger  i kantonen Alzonne som ligger i arrondissementet Carcassonne. År 2022 hade Caux-et-Sauzens 1 013 invånare.

## Befolkningsutveckling
Antalet invånare i kommunen Caux-et-Sauzens
Referens: INSEE